# Buadella
Buadella (oficialmente en catalán: Boadella i les Escaules) es un municipio español de la provincia de Gerona, en la comunidad autónoma de Cataluña. El término municipal, ubicado en la comarca del Alto Ampurdán, incluye los núcleos de Boadella y Les Escaules y tiene una población de 260 habitantes (INE 2024).

## Topónimo
El municipio ha sido conocido desde 1857 como Buadella, y anteriormente como Boadilla. En el cuarto volumen del Diccionario geográfico-estadístico-histórico de España y sus posesiones de Ultramar de Pascual Madoz aparece el lugar de Boadella. En 1984 su nombre oficial pasó a ser Boadella d'Empordà. El 27 de mayo de 2004 su nombre oficial volvió a cambiar para adoptar la forma actual, Boadella i les Escaules, incorporando así los nombres de los dos núcleos de población que forman el municipio, y diferenciarse de la cabecera de municipio, que mantiene el nombre oficial de Boadella d'Empordà.[cita requerida]
El otro núcleo es Las Escaulas (oficialmente y en catalán Les Escaules).

## Demografía
Buadella cuenta con una población de 260 habitantes (INE 2024).
| Gráfica de evolución demográfica de Buadella entre 1842 y 2021 |
| |
| Población de derecho según los censos de población del INE Población de hecho según los censos de población del INEEn 1857 crece el término del municipio porque incorpora a Las Escaulas |